# Baicoli

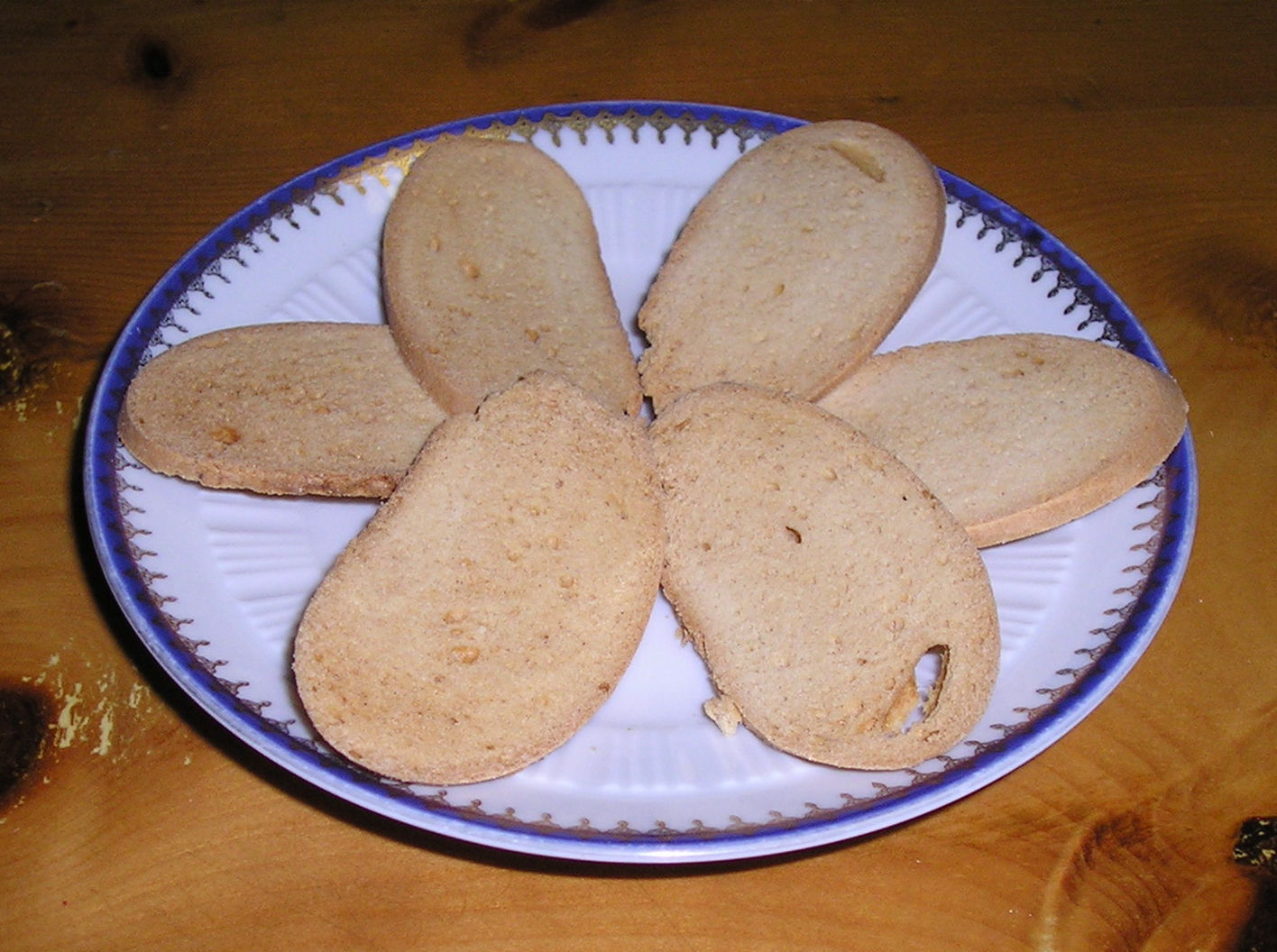
Baicoli

Baicoli (em inglês:  golden oval) são um tipo de biscoito italiano, originário de Veneza.
Os baicoli ganharam esse nome porque sua forma se assemelha à de um robalo, que no dialeto local é chamado de baicoli.
Esses biscoitos foram criados, como alimentação durante longas viagens marítimas pelos navios venezianos. Sendo muito secos, estes biscoitos mantinham sua consistência por um longo período, quando devidamente armazenados em caixas características, feitas de estanho e na cor amarela, nas quais são tradicionalmente vendidas. A sua preparação, longa e trabalhosa, tem dois atos de fermentação e de ida ao forno.
Hoje, os Baicoli são servidos com café e zabaglione, podendo ser mergulhados no primeiro.